# Вощиха
Вощиха — деревня в Селивановском районе Владимирской области России, входит в состав Чертковского сельского поселения.

## География
Деревня расположена на берегу реки Кестромка в 12 км на запад от центра поселения деревни Чертково и в 12 км на северо-восток от райцентра Красной Горбатки.

## История
В конце XIX — начале XX века деревня входила в состав Больше-Григоровской волости Судогодского уезда, с 1926 года — в составе Дубровской волости Муромского уезда. В 1859 году в деревне числилось 51 двор, в 1905 году — 83 двора, в 1926 году — 103 двора.
С 1929 года деревня являлась центром Вощихинского сельсовета Селивановского района, с 1940 года — в составе Селивановского сельсовета, с 2005 года — в составе Чертковского сельского поселения.

## Население
| 1859 | 1905 | 1926 | 2002 | 2010 | 2021 |
| ---- | ---- | ---- | ---- | ---- | ---- |
| 399  | ↗439 | ↗509 | ↘58  | ↘33  | ↘25  |